# PaperofRecord.com
PaperofRecord.com (POR) est un site web canadien qui héberge des journaux numérisés en ligne, fondé par RJ Huggins à Ottawa, Ontario, en 2001. Cold North Wind Inc. est la société mère de PaperofRecord.com.

## Histoire
Cold North Wind Inc. (CNW) a été créé en 1999 pour numériser les journaux archivés et les mettre en ligne à l'usage des bibliothèques et des consommateurs.
L'idée du site a été conçue en 2001 dans un restaurant mexicain d'Ottawa par RJ « Bob » Huggins et des collègues de Cold North Wind. Le site contient des journaux numérisés des États-Unis, du Mexique et d'Europe, y compris des journaux de villes et de petites villes. Il est accessible aux membres payants et contient plus de 21 millions d'images de journaux archivés de plusieurs pays.
L'entreprise a numérisé des images d'articles de journaux sur microfilms, pour offrir un accès en ligne à partir d'un ordinateur, et a finalement automatisé le processus. Cold North Wind affirme qu'elle a été la première entreprise au monde à numériser l'histoire entière d'un journal, à commencer par le Toronto Star et sa collection de 110 ans d'anciens numéros qui, selon l'entreprise, ont été « archivés en moins de quatre mois ». Par la suite, le même processus a été utilisé pour archiver The Globe and Mail.
En 2006, Google et les actionnaires de Cold North Wind, Inc. ont conclu un accord pour vendre en privé le POR à Google. La vente est restée confidentielle jusqu'en 2008, où la nouvelle a été annoncée publiquement. La vente a été considérée comme une étape positive pour la ROP en raison de la grande échelle et des ressources de Google. Google Actualités propose une recherche d'archives d'actualités indépendante ; cependant, l'ajout du matériel archivé trouvé sur la ROP a élargi la portée de leurs archives.

## Fonctionnalités
CNW a travaillé avec les Archives nationales du Canada et créé des archives en ligne, contenant des extraits des journaux de l'ancien premier ministre William Lyon Mackenzie King, ainsi qu'une version en ligne du Dictionnaire historique du Canada.
La généalogie est l'une des utilisations appliquées de la ROP, tout comme les médias sportifs et la publication d'auteurs. Des livres tels que The 50 Greatest Red Sox Games, Opening Day: The story of Jackie Robinson’s First Season présentent des références à la POR.
Des livres tels que Reference Sources in History: An Introductory Guide, Chocolate: History, Culture, and Heritage, Ontario's African-Canadian Heritage: Collected Writings by Fred Landon, 1918–1967 utilisent le site comme sources principales à des fins historiques et généalogiques[réf. nécessaire].
Le Washington Star, qui n'est plus en circulation depuis 1981, mettant fin à sa diffusion de 130 ans, est également désormais archivé sur POR. Le Washington Star a couvert les événements majeurs de l'histoire américaine, y compris la guerre civile et les deux guerres mondiales.
CNW et POR ont été reconnus à l'échelle nationale en 2002 avec un prix national du contenu électronique.